# کیتنهاوزن
کیتنهاوزن (به آلمانی: Kettenhausen) یک شهر در آلمان است که در راینلاند-فالتس واقع شده‌است.

## خصوصیات
کیتنهاوزن ۲۴۱ نفر جمعیت دارد.